# Крайнов Ігор Павлович
І́гор Па́влович Крайно́в (* 1943) — український фізик, еколог. Доктор технічних наук (1991), професор (2011). Лауреат премії ім. І. Францевича НАНУ (1994); заслужений діяч науки і техніки України (2018).

## З життєпису
Народився 1943 року в місті Ярославль (РФ). 1968-го закінчив Харківський університет. Протягом 1960—1994 років працював у НВО «Монокристал-реактив» Інституту монокристалів НАНУ. Від 1987 року — заступник директора з наукової роботи; 1994—2003 роки — директор Міжвідомчого екологічного центру НАНУ та Міністерства екологічної безпеки України. Водночас в 1997—2001 роках — генеральний директор Національного центру поводження з небезпечними відходами.
Від 1996 року — професор кафедри екології Хмельницького університету та від 2009 — професор кафедри екології Державної екологічної академії післядипломної освіти та управління.
Наукові дослідження у галузях фізико-органічної хімії, електроніки органічних матеріалів, практичного матеріалознавства, екологічної безпеки та поводження з відходами. Керував створенням функціональних матеріалів із фото- та електрохроматичними властивостями, на основі яких розроблено високоефективні матеріали для захисту органів зору від світлового випромінювання ядерного вибуху.
Серед робіт:
- «Міжмолекулярні взаємодії та електричні властивості молекул», 1994 (співавтор)
- «Контроль забруднення атмосферного повітря: навчальний посібник», 1997 (співавтор)
- «Сучасні методи поводження із небезпечними відходами», 1998 (співавтор)
- «Фосфоритний фосфогіпс: властивості, головні напрямки переробки та еколого-гігієнічна оцінка» (співавтор)
- «Концепція вдосконалення сфери поводження з відходами в Україні на інноваційних засадах» (співавтор)
- 1991 — цикл робіт «Вплив електронноакцепторних мікродомішок розплаву органічних молекулярних речовин на процес кристалізації та властивості монокристалів»; співавтори Будаковський Сергій Валентинович та Галунов Микола Захарович.